# Vasnyíres
Vasnyíres (korábban Brezócz, szlovénül: Brezovci) falu Szlovéniában, a Muravidéken, Pomurska régióban. Közigazgatásilag Battyándhoz tartozik.

## Fekvése
Muraszombattól 10 km-re északnyugatra, a Vendvidéki-dombság (Goričko) és a síkság határán fekszik. A legtöbb ház a Pálmafa és Battyánd közötti út mellett, a többi kissé távolabb elszórtan található.

## Története
A falu első írásos említése 1365-ből való "Baryzcylch" néven. Ekkor kapták Széchy Péter fia Miklós dalmát-horvát bán és testvére Domonkos erdélyi püspök királyi adományul és cserébe a Borsod vármegyei Éleskőért, Miskolcért és tartozékaikért Felsőlendvát és tartozékait, mint a magban szakadt Omodéfi János birtokát. A település a későbbi századokon át is birtokában maradt ennek családnak. Az 1366-os beiktatás alkalmával részletesebben kerületenként is felsorolják az ide tartozó birtokokat, melyek között a település "Brezzench in districtu Sancti Martini" alakban (azaz a szentmártoni kerülethez tartozó Brezenc) szerepel. A felsőlendvai vár uradalmához tartozott. A Széchyek fiági kihalásával 1685-ben a Szapáryak és a Batthyányak birtoka lett.
Vályi András szerint " BRESÓTZ. Elegyes falu Vas Vármegyében, földes Urai Gróf Szapáry, és Gróf Battyáni Uraságok, fekszik hegyek között Mór vizéhez nem meszsze. Határja középszerű, vagyonnyai külömbfélék."
Fényes Elek szerint " Brezócz, vindus falu, Vas vármegyében, a muraszombati uradalomban, hegyek közt, 14 katholikus, 214 evangelikus lak. Utolsó p. Radkersburg."
Vas vármegye monográfiája szerint " Vas-Nyíres. Házszám 70, lélekszám 380. Lakosai r. kath. és ág. ev. vallásu vendek. Postája Battyánd, távirója Muraszombat."
1910-ben 352, túlnyomórészt szlovén lakosa volt. A trianoni békeszerződésig Vas vármegye Muraszombati járásához tartozott. 1919-ben átmenetileg a de facto Mura Köztársaság része lett, majd a Szerb–Horvát–Szlovén Királysághoz csatolták, ami 1929-től Jugoszlávia nevet vette fel. 1941-ben átmeneti időre ismét Magyarországhoz tartozott, 1945 után visszakerült jugoszláv fennhatóság alá. 1991 óta a független Szlovénia része. A helyiek főként mezőgazdasággal foglalkoznak, vegyesen evangélikus és katolikus vallásúak. 2002-ben 264 lakosa volt.

## Nevezetességei
Kápolnája a 20. század második negyedében épült.

## Híres emberek
- Talányi Ferenc (eredetileg Temlin Ferenc) újságíró, magyarosító, később szlovén kommunista partizán és propagandista, itt született